# Fanny de Beauharnais
Pour les articles homonymes, voir Beauharnais.
Marie-Anne-Françoise Mouchard de Chaban (1737-1813), dite Fanny, devenue comtesse de Beauharnais par mariage, est une femme de lettres française de la fin du siècle des Lumières qui a traversé l’époque révolutionnaire. Marraine d’Hortense de Beauharnais, sa petite nièce, elle fut membre de l’Académie de Lyon, de l’Académie de Villefranche, de l’Académie des Arcades, et du Lycée de Toulouse.
Voulue dans la lignée tant de Madame de La Fayette que de Voltaire, son œuvre s’inscrit dans un mouvement littéraire se qualifiant de fugitif. Avec ironie et légèreté, ses vers, épîtres, contes moraux ou féériques, dépeignent les caractères sensibles aussi bien que les ridicules des hommes, sans oublier ceux des femmes.
Salonnière dénigrée comme le prototype du bas-bleu, elle a elle-même incarné les derniers moments de l’esprit et de la conversation, tels qu’ils se pratiquaient au XVIIIe siècle. Parmi quelques autres contemporaines plus célèbres en leur temps qu’aujourd’hui, elle est la femme du monde, qui illustre avec le plus de liberté une forme de féminisme, consacrant son influence à « durant toute sa vie littéraire, [...] lutter pour défendre le statut des autrices, voire pour obtenir le droit à s’exprimer pour toutes les femmes ».

## Biographie

### Orpheline au couvent (1737-1753)
Louis XV, âgé de vingt sept ans, règne personnellement depuis quatorze ans, quand naît Marie Mouchard de Chaban, huit mois après le mariage de ses parents, dans une famille rochelaise de financiers. Elle a deux ans et trois mois quand meurt sa mère, Anne Louise Lazure, qui était la fille d'un membre de la paneterie-bouche du roi et cuisinier des petits appartements de Louis XV.
Son père, François Abraham Marie Mouchard, écuyer, seigneur de La Garde-aux-Valets (Croix-Chapeau), qui avait acquis la charge de receveur général des finances de Champagne, la place au couvent des Visitandines que Sainte Jeanne de Chantal avait fondé en 1619 à Paris, 17 rue Saint-Antoine. Elle y reçoit l’éducation réservée aux jeunes filles de l’aristocratie, éducation néanmoins sévère, voire humiliante. À dix ans, elle compose un poème. Les sœurs le lui confisquent et le jettent au feu, comme un traité hérétique voué au bûcher.

### Mal mariée (1754-1761)
Visiblement rétive à la vocation religieuse, Mademoiselle de Chaban est sortie du couvent à l’âge de quinze ans pour être mariée, le 1er mars 1753, à un homme de vingt ans son aîné, le comte de Beauharnais, frère de François de Beauharnais et héros de la Guerre de Sept Ans qui secourut Québec assiégé.
Claude de Beauharnais n’aime vivre que retiré sur ses terres. Sa femme est belle. Elle lui donne trois enfants, dont Claude de Beauharnais, futur pair de France. Elle aura aussi des enfants illégitimes, dont une fille qu’elle sera obligée de reconnaître sous le Directoire.

### Femme libérée (1762-1784)
Neuf ans après son mariage, en 1762, la comtesse de Beauharnais obtient une séparation à l’amiable associée à une pension annuelle de 6 000 livres.
Elle retourne vivre chez son père, rue Montmartre, et se consacre à la littérature, qu’elle cultive avec passion, composant des vers, activité clandestine de son enfance qui lui permet désormais une première publication, en 1772. Elle devient, pour une dizaine d’années, un des piliers de l’Almanach des Muses et écrit aussi des contes philosophiques, genre mis à la mode par Voltaire vingt ans plus tôt. Elle est un modèle pour certaines femmes, dont la femme de lettres madame de Laisse. Elle reçoit plusieurs gens de lettres, embryon d’un salon mondain.
En 1777, elle rencontre le nouveau directeur du Journal des dames, Claude-Joseph Dorat, qui devient son amant et lui confie une rubrique, qu’elle alimente des Lettres de Stéphanie, feuilleton dont elle tire, en 1778, un roman épistolaire. Leur liaison, nourrie d’une vision partagée sur la littérature moderne, dure jusqu’à la mort prématurée de celui-ci, ruiné, en 1780.
Elle le remplace alors par le chevalier de Cubières, lequel adopte le nom de Cubières-Dorat bien que celui-là, tout en s’affichant républicain et quelque peu libertin, fût plutôt réactionnaire, attaché au catholicisme et opposé aux Philosophes, quand celui-ci se montrera franchement républicain exagéré.
À la mort de son père, en 1782, elle retourne au couvent, mais elle continue de recevoir.

### Un salon avant la Révolution (1785-1788)
Peu après la mort de son mari, en 1784, Fanny de Beauharnais, âgée de quarante sept ans, loue, à Paris, un des plus beaux appartements de l’hôtel d’Entragues, rue de Tournon. Elle y aménage la pièce principale dans les tons bleu et argent pour y faire son salon littéraire. Toutefois, ses vendredis n’auront jamais le prestige des mercredis de sa rivale, Madame Geoffrin, chez laquelle n’hésitent pas à se rendre les chefs d’État en visite.
Outre le chevalier de Cubières, qui partagera sa vie jusqu’à sa mort, sous l’Empire, Fanny de Beauharnais s’entoure du polygraphe Louis-Sébastien Mercier, de Laus de Boissy, d’Olympe de Gouges, et de plusieurs auteurs dramatiques qui ont à se plaindre de la Comédie-Française. Elle se montre en compagnie de l’écrivaine féministe Anne-Marie du Boccage, dramaturge de vingt huit ans son aînée, que Laure Junot dit avoir été une « Amie fort intime » de la salonnière cinquantenaire. Dans son salon, se rencontrent, entre autres, Cazotte, Rabaut, Potocki, Bitaubé, Soulavie, Baculard d’Arnaud, Beffroy de Reigny, Bailly, Dussaulx, Lévesque, Robin, La Salle, Gudin, Cournaud, Brizard, MM. de Sainte-Aldegonde, de Breghini, de Gardanne, de Vigneul, de Rochefort.
Mably la visite régulièrement. Rousseau la revoit avec plaisir. Buffon l’appelle affectueusement « ma chère fille ». Elle a un échange épistolaire avec le roi de Prusse, Frédéric le Grand qui accueillit Voltaire. L’ambassadeur américain Jefferson se rend à chez elle, mais il ne goûte pas l’ambiance du salon.
Le 31 janvier 1787, sa Fausse inconstance est jouée à la Comédie-Française, promesse d’inscrire l’auteur dans le tableau des Lettres. La pièce est interrompue dès la première au troisième acte par une claque. Habituée aux calomnies d’une société misogyne, l’auteur ne se laisse pas déstabiliser par la cabale et y répond en redoublant d’effort mondain et en publiant sa pièce. En juin, on lui présente Rétif de La Bretonne, qu’elle soutiendra face aux infortunes.
En 1788, un an après Goethe mais bien avant les Romantiques, le goût de l’exotisme l’emmène jusqu’à Rome, où elle est reçue à l’Académie d'Arcadie. C’est chez elle qu’en cette même année 1788 Talma donne une lecture privée de la pièce Charles IX de Marie-Joseph Chénier dont la création tumultueuse, l’année suivante, est un événement politique.

### Les Lettres de la République (1789-1803)
Membre de la Société patriotique bretonne,, Fanny de Beauharnais est brièvement arrêtée en novembre 1789 alors que la Constituante vote la nationalisation des biens du clergé. Elle émigre en Italie jusqu’à ce que le chevalier de Cubières soit rappelé à Paris, en mai 1790. Sur le chemin du retour, le 24 août 1790, elle assiste à une séance de l’Académie de Lyon, dont elle avait été élue membre associée en 1782.
De retour à Paris, elle habite de nouveau rue de Tournon, mais cette fois ci au no 6, où elle décide de tenir désormais son salon. Elle y reçoit des représentants des trois premières législatures. C’est là qu’en 1790, pour se moquer de l’invité, le chevalier d’Arsennes fait fuir le grincheux August von Kotzebue en lui faisant croire qu’on est jaloux de son œuvre au point de vouloir l’assassiner,. Elle-même fréquente le Lycée au Palais-Royal, où est lue en juillet 1792, l’Épitre que Cubières a composé en hommage à Olympe de Gouges.
La ci-devant comtesse de Beauharnais se réfugie dans ses terres poitevines, et continue de recevoir quelques amis après la mort de Louis XVI. En 1793, sa fille Marie Françoise, divorcée de son cousin germain François de Beauharnais, est incarcérée quelque temps à Sainte Pélagie. Elle-même est inquiétée après la chute des Hébertistes, dont Michel de Cubières était proche. Durant la Terreur, il avait écrit un poème à la louange de Jean-Paul Marat.
Durant le Directoire, elle habite avec sa nièce, Joséphine de Beauharnais, un hôtel particulier, situé 6 rue Chantereine, qui appartient à Louise-Julie Carreau, la femme de Talma. C’est là que le jeune général sans fortune Bonaparte se lie à la future impératrice, qu’il épouse le 9 mars 1796, et séjourne entre deux campagnes, si bien qu’en 1799 la tante adopte une résidence germanopratine, rue de Sèvres.
En 1800, L’Isle de la Félicité, long poème inspiré d’un personnage tiré d’un conte d’Aulnoy, lui vaut la consécration. Le Lycée de Toulouse, ci-devant Académie des Jeux floraux, l’admet aux rangs de ses membres, comme l’avait été Voltaire. L’année suivante, à l’occasion de sa renaissance sous le nom d’Athénée, l’Académie de Lyon, comme elle n’y siège plus, lui décerne un diplôme d’associée.

### Alliée de l’Empereur (1804-1813)
Alliée à l’Empereur, par le seul nom de son défunt mari, mère de Claude de Beauharnais, sénateur d’Amiens, grand-mère de la grande-duchesse de Bade, grand-tante du vice-roi d’Italie, marraine de la reine de Hollande, Fanny de Beauharnais gaspille son crédit en multipliant les recommandations importunes. Son salon lui-même souffre de l’emphase extravagante du provocateur chevalier de Cubières vieillissant, mais il diffuse la « douceur d’avant la Révolution ». À soixante dix ans, elle se maquille outrancièrement, fait la coquette à l’abri des lueurs atténuées de son salon nocturne et s’habille comme à vingt, sans cesser pour autant de charmer par son esprit XVIIIe. Elle réunit à sa table des hommes qui avaient imaginé l’avenir, Verninac, Cournand, Vigée, Boufflers, Roquelaure, contant ses souvenirs de la Cour, Mercier, Cailhava, Delisle de Sales, Volmerange, Denina…
Son influence est plus heureuse quand, en 1810, elle fait connaître une autre femme poète, Fortunée Briquet. Elle habite alors rue Saint-Dominique, où elle meurt trois ans plus tard, quelque peu oubliée.

## Œuvres

### Poésie
- Œuvres de Madame la comtesse de Beauharnais, Paris, 1772.

rééd. Mélanges de poésies fugitives et de prose sans conséquence, 2 volumes, frontispices et figures gravés par Emmanuel-Jean-Népomucène De Ghendt, François Godefroy, Pierre Adrien Le Beau, François Denis Née et Nicolas Ponce d'après Clément-Pierre Marillier, Delalain, Amsterdam, 1776.
- L’ile de la Félicité, ou Anaxis et Théone, poème philosophique en trois chants ; précédé d’une Épitre aux femmes : par madame Fanny Beauharnais, auteur de l’Épitre aux hommes ; et suivi de quelques poésies fugitives, Masson libr., Paris, An IX de la République, (en ligne sur Gallica).
- Élégie sur la mort de Son Altesse Madame la Princesse La Leyen arrivée le 4 juillet 1810, Dumaka impr., Paris, [s. d.], 3 p.
- La Cyn-Achantide, ou le Voyage de Zizi et d’Azor, poème en cinq livres, Houzé, Paris, 1811 (en ligne sur Gallica).

### Contes philosophiques
- Fanny de Beauharnais, La Marmotte philosophe et autres récits. Édition critique de Magali Fourgnaud, Paris, Honoré Champion, 2023.
- Zabhet ou les heureux effets de la bienfaisance, Gueffier, Amsterdam, 1775.
- Volsidor et Zulménie, conte pour rire; Moral, si l’on veut, et philosophique en cas de besoin, Delalain, Amsterdam, 1776, rééd. 1780, réed. Couturier et L’Esclapart, Paris, 1787, vol I.

conte merveilleux, frontispice de François Denis Née et Clément-Pierre Marillier.
- Le Cabriolet, ou l’Égoïste corrigé, conte en l’air, [s.l.], 1784.

### Nouvelles
- « Les Époux amans ou Colisan et Fénicie. Anecdote espagnole », N. de la Dixmerie, Lettres sur l’Espagne ou Essai sur les mœurs, les usages et la littérature de ce royaume. Précédé d’un Éloge de l’auteur et suivi d’un Précis sur les formes judiciaires de l’Inquisition, par Michel de Cubières-Palmézeaux, vol. II, Librairie économique, Paris, 1810.
- Pièces fugitives, Ibid.
- Les Amours magiques, Guillaume, Paris, 1811, vol I.
- La Nouvelle folle anglaise, Guillaume, Paris, 1811, vol III.
- Autres nouvelles et opuscules, Guillaume, Paris, 1811, vol III.

### Romans
- Lettres de Stéphanie, ou l’Héroïsme du sentiment, roman historique en trois parties, Dériaux, Paris, 1778, 3 vol.
- L’Abailard supposé, ou le Sentiment à l’épreuve, P. Fr. Gueffier, Amsterdam, 1780, rééd. Paris, 1781.

trad. par Sincere Rastelli, L' Abelard supposto, ossía Il sentimento alla prova, Aimé de La Roche impr., Lyon, 1791.
- Lettres des femmes, Couturier et L’Esclapart, Paris, 1787, vol. II.
- Les Amants d’autrefois, Couturier et L’Esclapart, Paris, 1787, vol III.
- An., Constance ou le Triomphe de l’infortune, troisième édition, revue, corrigée et augmentée, Maradan, Paris, 1789.
- An., Les Nœuds enchantés ou la Bisarrerie des destinées, Impr. papale, Rome, 1789.

### Drames
- « La Haine par amour », Mélanges de poésies fugitives, supra, 1776,

féérie d’un acte en prose.
- « Le Rosier parlant », Mélanges de poésies fugitives, supra, 1776,

féérie d’un acte en prose.
- L’Aveugle par amour, P. Fr. Gueffier, Paris, 1781.

prose, précédé d’un épître à Madame de La Fayette.
- La Fausse inconstance ou le Triomphe de l’honnêteté, pièce en cinq actes, en prose, L’Escalpart, Paris, 1787,

comédie démarquée de La Sœur (1762), de Charlotte Lennox, qu'une cabale fait siffler lors de la première, qui sera aussi la dernière représentation.

### Articles et poèmes parus dans l’Almanach des Muses
Numéro de 1772
- « Aux Hommes », p. 1-4.
- « A M. le Comte de ** partant pour l’Angleterre », p. 22.
- « Vers à Orosmane », p. 52.
- « A la Providence », p. 87-88.
- « Romance, air noté », p. 155.

Numéro de 1773
- « Regrets du premier âge », p. 36.
- « Aux Femmes », p. 49-50.
- « A Mademoiselle de S**, pour sa fête », p. 81.
- « A la raison de M. le Comte L. T. D. », p. 179-180.

Numéro de 1774
- « Réponse à l’épître sur l’amitié des femmes, insérée dans l’Almanach des Muses de 1771, p. 161 », L’Almanach des Muses, p. 15-17.
- « A un irrésolu », p. 2.
- « A la raison d’un homme qui en a, épître à M. le Marquis d’Aub** », p. 81-82.
- « Aux philosophes insoucians », p. 97-98.
- « Réponse à des stances de M. le chevalier de Cubières », p. 143-144.
- « Imitation de Sapho », p. 166.
- « Réponse aux vers de M. Doigni du Ponceau », p. 183-184.

Numéro de 1775
- « Madrigal », p. 6.
- « A la folie », p. 18.
- « Portrait des François » p. 98.
- « Aux Turcs », p. 109-110.
- « Aux Sauvages », p. 173-174.
- « A M. le Maréchal de ** », p. p.182.
- « Regrets d’une Bergère », p. 221-222.
- « A M. le Chevalier de **, en recevant de lui un superbe oiseau », p. 225.

Numéro de 1776
- « Vers sur les douceurs du cloître », p. 12.
- « A M. le Maréchal de ** », p. 30.
- « Vers à M. le Marquis de *** », p. 47-48.
- « Billet d’une bergère, daté des champs. », p. 111-112.
- « A M. le Comte d’H** », p. 195-196.

Numéro de 1777
- « A des dames qui ne m’aiment pas », p. 180.
- « A un homme qui auroit voulu être femme », p. 188.
- « Réponse à des vers de M**, sur un gazetier », p. 217-218.

Numéro 1778
- « Sur l’amitié », p. 136.
- « Aux inconstans », p. 189.
- « Hymne d’une bergère à l’amour », p. 213-214.

Numéro de 1779
- « Aux incrédules, épître à M. de Buffon », p. 167-169.
- « A la Reine, un jour qu’elle étoit à l’Opéra », p. .240.

Numéro de 1780
- « A M. le Comte de **, qui venoit d’être malade », p. 39.
- « La plainte raisonnable », p. 169.
- « A M. de **, qui avoit adressé des vers à l’auteur, en lui envoyant un recueil de poésies », p. 201-202.

Numéro de 1781
- « A M. Bailly de l’Académie des Sciences, en recevant de lui le présent de ses Lettres sur l’Atlantide de Platon », p. 117-119.
- « Epître à l’ombre d’un ami », p. 171-174.

Numéro de 1782
- « Romance faite à Ermenonville sur le tombeau de J. J. Rousseau », p. 157-158.

Numéro de 1791
- « Vers à l’amitié », p. 21-23.

Numéro de 1792
- « L’âge du bonheur », p. 4.

Numéro de 1799
- « A Frédéric II, roi de Prusse, au sujet de la grand-messe qu’il a fait chanter à Breslaw, pour le repos de l’ame de Voltaire », p. 138-141.

Numéro de 1803
- « Vers à Bonaparte, au moment où le peuple français votait sur cette question : Napoléon Bonaparte sera-t-il consul à vie? », p. 103-104.

### Contributions à d’autres revues
Mélanges littéraires, ou Journal des Dames, dédié à la Reine, octobre 1777.
- « A la Reine, un jour qu’elle étoit à l’Opéra. », p. 301.

Dir. Louis de Laus de Boissy, Le Tribut des muses, ou Choix de pièces fugitives tant en vers qu’en prose, dédié aux mânes de Voltaire, Grange, Paris, 1779.
- « Aux incrédules, épître envoyée à M. le Comte de Buffon », p. 153-156.
- « A la Reine, un jour qu’elle étoit à l’Opéra », p. 175.

Le Journal de Paris, janvier à décembre 1780.
- « Epître à l’ombre d’un ami », no 141, p. 576-578, 20 mai.
- « Vers à M. B, de l’Académie des Sciences, en recevant de lui le présent de ses Lettres sur l’Atlantide de Platon », no 248, p. 1004-1006, 4 septembre.
- « A M. Le Mierre, sur son élection à l’Académie françoise », no 337, p. 1373, 2 décembre.

Le Journal de Lyon, ou annonces et variétés littéraires, pour servir de suite aux Petits offices de Lyon, année 1784.
- « Conseils aux femmes », no 9, p. 136-137, 28 avril.
- « Vers de Madame la Comtesse de Beauharnois, à M. le Comte de St Aldegonde, en lui envoyant Stéphanie et L’Aveugle par amour », no 11, p. 161-162, 26 mai.
- « À Monsieur le Comte d’Oels », no 24, p. 371-372, 2 novembre.
- « Imitation d’une élégie angloise de M. William Thornton, sur la mort de son frère », no 25, p. 387-389, 9 décembre.

Le petit Magasin des dames, vol. II, 1804.
- « Délie à Tibulle, imitation. », p. 10.

### Essais
- A tous les penseurs, salut !, Paris, 1774, rééd. 1793.

« Sur la situation et les droits de la femme dans la société ».
- Épitre aux hommes.
- A la Mémoire de Madame Dubocage, Richard impr., Paris, 1802, 16 p.
- Pièces fugitives et fragments de sciences et de lettres, in A. de Cournand, Léandre et Héro, poème en trois chants, imité du grec de Musée, Paris, Guyon, 1806.

édition « augmentée d’une anecdote espagnole et de pièces fugitives ».
- Avec Ch. de Villers, Die Schlacht bei Lübeck, Weiland, 1806, 120 p.
- La Marmotte philosophe, ou la Philosophie en domino, Guillaume, Paris, 1811, vol II.

### Correspondance notable
- À Beaumarchais[33].
- Recommandation de Michel de Cubières à Lucien Bonaparte, 4 nivôse an VIII[34].
- Lettres à la reine Hortense[35].
- Lettre à Bitaubé[36].
- Lettre à Boufflers[36].

## Réception
« Vous avez des talents et des grâces modestes et avec cela un cœur naïf qui ne damne personne [...] Je mets aux pieds de la belle muse française l’hommage très respectueux, madame, du vieux malade. »

— Voltaire, Lettre à F. de Beauharnais, 1775.
Plusieurs de ses ouvrages ayant été publiés anonymement, soit pour échapper à la censure, soit pour attiser l’attention des lecteurs, ou plus souvent en annexe d’auteurs masculins, ses détracteurs misogynes les ont tous attribués à des hommes de son intimité, entre autres son amant Claude-Joseph Dorat.
Ce n’est qu’à partir de 1800 que Fanny de Beauharnais jouit d’une reconnaissance incontestée. Sa présence est alors recherchée par toutes les sociétés littéraires. L’orientation de son écriture vers le merveilleux plait aux mères, telle Angélique Toustain, qui lui tresse un compliment en une assonance presque amoureuse :

« Muses, Grâces, Vertus, en mélangeant vos traits,
À mes regards charmés, vous peignez Beauharnais. »

Le président de la Société patriotique bretonne, un dénommé Georgelin, abonde et traduit : 

« Ingenio, illecebris, ecce Minerva Venus,. »

Cela la récompense des jalousies passées et du machisme. Lebrun-Pindare lui avait resservi l’épigramme que Pavillon avait adressée à Charlotte de Caumont : 

« Eglé, belle et poète, a deux petits travers :
Elle fait son visage et ne fait pas de vers. »

Dès avant la Révolution, La Harpe, citant Lebrun-Pindare, ajoutait « [...] ses ouvrages sont si mauvais qu’il n’y a pas de raison pour les lui disputer [...]. »
Inversement, sous la Restauration, l’auteur des souvenirs apocryphes de la marquise de Créquy, jugera Lebrun-Pindare très impudent et fort injuste. Lui-même défendait par là sa cause, celle de la liberté de mœurs d’un travesti de la rue de Castiglione.

### Remarques
1. ↑  Au Sieur Michel Neveu et son épouse, la Demoiselle Geneviève Rousseau, par acte passé devant notaire. Il s’agit de l’appartement situé au premier étage entre cour et jardin, au-dessus de celui que Michel Neveu, architecte et constructeur, de l’immeuble avait choisi d’occuper avec sa famille. En 1820, Madeleine de Masseron acquerra ce bel immeuble aux criées du Tribunal. Le mari de celle-ci, Frédéric d’Houdetot, était le petit-fils de Sophie de la Live de Bellegarde, comtesse d’Houdetot, célèbre à la fin du XVIIIe siècle pour les salons qu’elle avait tenus à Paris et à Sannois.
2. ↑  La Société patriotique bretonne est un réseau de notables bretons créé en 1784 et animé par un roturier dénommé Georgelin. Le recrutement ne distingue ni les classes ni les sexes. Le Club breton réunit ceux des membres de la Société patriotique bretonne qui siègent à l’Assemblée nationale.
3. ↑  Les biographes ne s’accordent pas et il est possible que cet épisode ait été inventé à partir de l’arrestation, presque quatre ans plus tard, de la fille de Fanny.
4. ↑  Il sera effectivement assassiné, mais pour des raisons politiques, dix-neuf ans plus tard.
5. ↑  Louis-François de Ferrières-Sauvebœuf dira qu’il fut le cher ami du père Duchesne. Charles Monselet, égaré par les stratégies tortueuses du mouvement des Exagérés, fera de Cubières le monstre qu’il n’a probablement pas été. Desnoireterres et quelques autres « littéraires » reprendront ce portrait d’un assassin. Il est peu vraisemblable que Fanny de Beauharnais, dame sensible à la morale des Lumières, eût revu un tel personnage.
6. ↑  « De l’esprit, du charme, voici Minerve sous les traits de Vénus ».